# Severn (Carolina del Nord)
Severn és una població dels Estats Units a l'estat de Carolina del Nord. Segons el cens del 2000 tenia 263 habitants.

## Demografia
Segons el cens del 2000, Severn tenia 263 habitants, 103 habitatges i 70 famílies. La densitat de població era de 100,5 habitants per km².
Dels 103 habitatges en un 20,4% hi vivien nens de menys de 18 anys, en un 51,5% hi vivien parelles casades, en un 13,6% dones solteres, i en un 32% no eren unitats familiars. En el 30,1% dels habitatges hi vivien persones soles el 16,5% de les quals corresponia a persones de 65 anys o més que vivien soles. El nombre mitjà de persones vivint en cada habitatge era de 2,55 i el nombre mitjà de persones que vivien en cada família era de 3,19.
Per edats la població es repartia de la següent manera: un 20,9% tenia menys de 18 anys, un 6,8% entre 18 i 24, un 27,8% entre 25 i 44, un 24,7% de 45 a 60 i un 19,8% 65 anys o més.
L'edat mediana era de 41 anys. Per cada 100 dones de 18 o més anys hi havia 98,1 homes.
La renda mediana per habitatge era de 32.969 $ i la renda mediana per família de 41.458 $. Els homes tenien una renda mediana de 26.607 $ mentre que les dones 15.000 $. La renda per capita de la població era de 16.227 $. Entorn de l'11,6% de les famílies i el 13,5% de la població estaven per davall del llindar de pobresa.

## Poblacions més properes
El següent diagrama mostra les poblacions més properes.